# Dan Clancy
Daniel Joseph Clancy (Nueva Orleans, 11 de enero de 1964) es un tecnólogo y científico informático estadounidense. Después de trabajar en la NASA, fue director de ingeniería de Google Book Search desde 2005 hasta principios de 2014. De 2014 a 2018, Clancy fue vicepresidente de productos e ingeniería en el servicio de redes sociales Nextdoor.
En marzo de 2023, Clancy se convirtió en director ejecutivo de Twitch, después de que el anterior director ejecutivo y cofundador Emmett Shear anunciara que renunciaría.

## Primeros años
Después de asistir a la escuela secundaria Jesuita en Nueva Orleans, Louisiana, Clancy recibió una licenciatura en ciencias de la computación y teatro de la Universidad de Duke en 1985.Tiene un doctorado en inteligencia artificial de la Universidad de Texas en Austin. Mientras estaba en la escuela, Clancy trabajó en Trilogy, Xerox Webster Research Center y el Laboratorio de Propulsión a Reacción de la NASA.
Clancy tiene al menos una hija, Savannah Clancy, una cantautora de música folk que vive en White Salmon, Washington. Se sabe que Daniel y Savannah hacen retransmisiones juntos en Twitch.

## Carrera

### NASA
Clancy trabajó en diferentes puestos en la NASA, primero como investigador en Gestión Integrada de Salud, autonomía y robótica en 1998. En el año 2000, Clancy se convirtió en jefe de la División de Ciencias Computacionales en el Centro de Investigación Ames de la NASA.Desde 2003 se desempeñó como director de la Dirección de Tecnologías de Exploración, también en Ames. En la NASA, Clancy participó en el equipo que desarrolló el plan de la agencia para regresar hombres a la Luna y eventualmente a Marte.Lancy también fue jefe de ciencias de la información y tecnología en la NASA, liderando equipos relacionados con la inteligencia artificial.

### Google
En 2005, Clancy dejó la NASA para irse a Google, donde trabajó en Calidad de Búsqueda Internacional, antes de convertirse en Director de Ingeniería de Búsqueda de Libros de Google.Allí trabajó en la ampliación de la tecnología central que permitía a Google escanear millones de libros cada año, además de optimizar los resultados de clasificación de búsqueda.Mientras trabajaba en Google, Clancy desempeñó un papel activo en la negociación del acuerdo sobre la demanda por derechos de autor de Google Book Search y ha sido portavoz de Google en declaraciones públicas sobre el acuerdo.
En 2008, se convirtió en Jefe de Ingeniería de Propiedades de Búsqueda de Google junto con Jen Fitzpatrick, con responsabilidad sobre todos los productos de búsqueda de Google, como Búsqueda de Imágenes, Búsqueda de Productos, Google News, Búsqueda de Libros, Google Finance o Google Video, con un enfoque continuo en Búsqueda de Libros y Google News.
Desde 2010 hasta 2012, Clancy supervisó las divisiones de Ingeniería y Liderazgo de Producto en YouTube, centrándose nuevamente en la búsqueda y la infraestructura. Luego se convirtió en Director Senior de Investigación en Google, liderando una variedad de equipos de investigación, incluidos Sibyl, un programa de aprendizaje automático masivamente paralelo de Google. Además, trabajó en el equipo de Course Builder y la asociación EdX.

### Nextdoor
En 2014, Clancy se unió al sitio de redes sociales Nextdoor como vicepresidente de productos e ingeniería.Como parte del equipo ejecutivo, fue responsable de liderar los equipos de producto, ingeniería y ciencia de datos. Fue el primer ejecutivo contratado por Nextdoor fuera de su equipo fundador.Clancy dejó Nextdoor en 2018.

### Twitch
Luego de su retiro de Nextdoor, Clancy se unió a Twitch en 2019, inicialmente como vicepresidente de experiencia de creadores y comunidad, reportando al director ejecutivo Emmett Shear.Más tarde se convirtió en presidente de la empresa matriz de Twitch, propiedad de Amazon, Twitch Interactive, al mismo tiempo que dirigía las funciones de producto, ingeniería y salida al mercado.

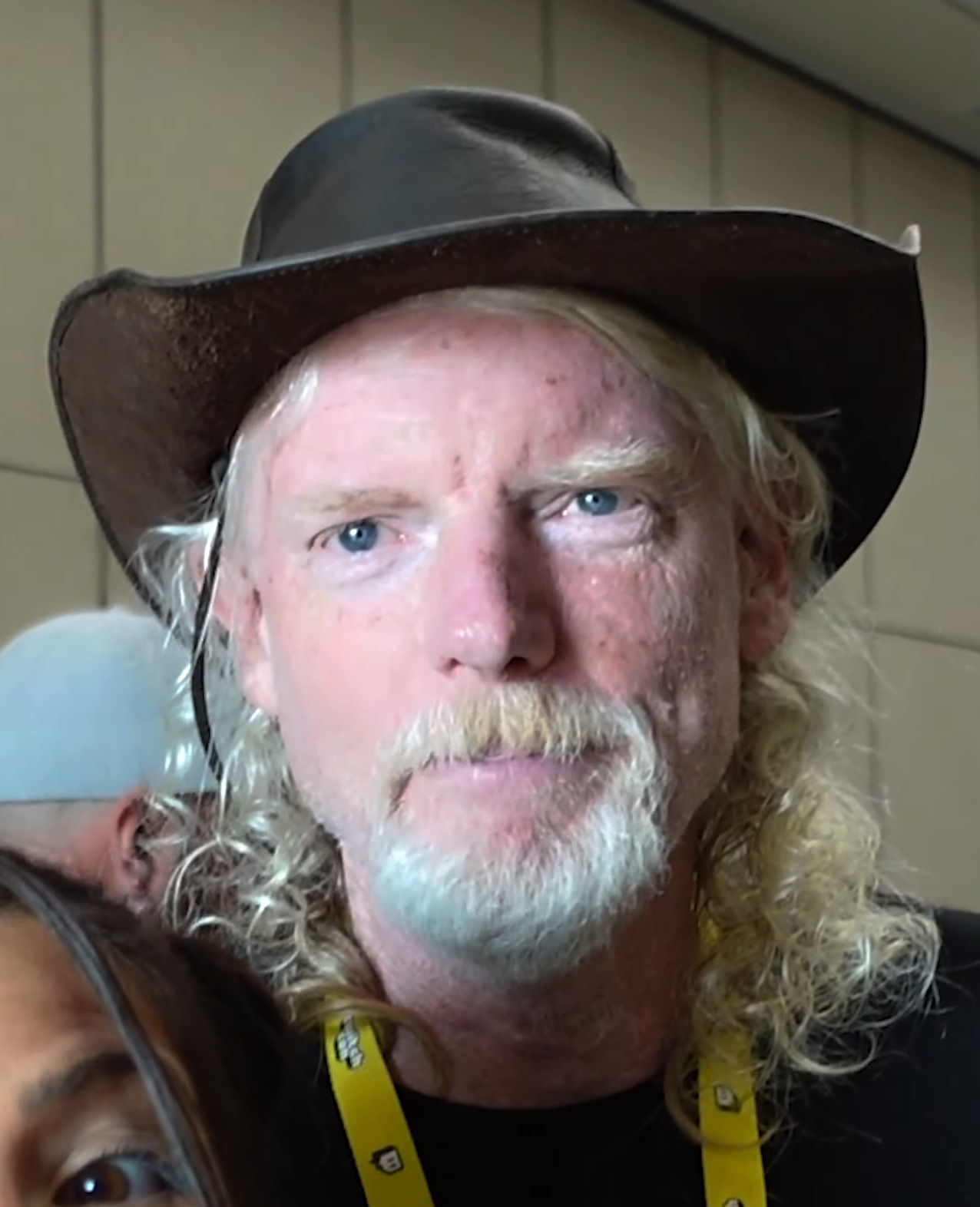
Dan Clancy en la TwitchCon en 2022.

El 21 de septiembre de 2022, Clancy anunció que Twitch reduciría el porcentaje de ingresos que reciben todos los streamers a un 50/50, desde el anterior 70/30 para algunos socios, supuestamente esto se hizo para asegurar que Twitch no operase con pérdidas.El mismo día, Bloomberg informó que la vicepresidenta de creadores globales de Twitch, Constance Knight, dejaría la empresa.El director de contenidos de la empresa, Mike Aragon, y la directora de operaciones, Sara Clemens, también se marcharon a principios del mismo año.Este cambio fue criticado por streamers,así como por el jefe de la competencia de YouTube Gaming, Ryan Wyatt, quien afirmó que «el creador debería obtener una cantidad desproporcionada, esto ni siquiera debería estar en debate». YouTube Gaming ofrece una división 70/30, mientras que plataformas como Onlyfans o Patreon se quedan con un 20% o menos.El streamer de Twitch PointCrow escribió: «El hecho de que la solución de Twitch a los problemas monetarios sea reducir el pago a los creadores en lugar de facilitar una mejor plataforma para que más espectadores visiten el sitio de transmisión en vivo es increíblemente preocupante».El 15 de junio de 2023, Twitch anunció que los socios con 350 suscripciones recurrentes no regaladas durante tres meses consecutivos calificarán para el programa Partner Plus. Los socios elegibles recibirían una división de 70/30 durante 12 meses aplicable a sus primeros $100,000 de ingresos anuales antes de volver a una división de 50/50.
El 16 de marzo de 2023, Clancy se convirtió en director ejecutivo de Twitch, después de que el anterior director ejecutivo y cofundador de Justin.tv, Emmett Shear, anunciara que dejaría el cargo después de 16 años en la empresa.Tanto Shear como Clancy han sido descritos como «más centrados en el producto que en el creador».El 20 de marzo, Clancy anunció que Twitch despediría a 400 empleados, como parte de los despidos en todo Amazon que afectarían a 9000 trabajadores de toda la empresa.En enero de 2024, se anunció otra ronda de despidos por un total de 500 personas (el 35% del personal).